# 잉천
잉천(应晨, 1961년 2월 20일 ~ )은 중국계 캐나다인 저자이다. 대부분 프랑스어로 글을 쓰며, 또 중국어와 영어로 작품을 번역한다.

## 생애
1961년 중국 상하이에서 태어난 잉천은 스물여덟 살 때인 1989년 몬트리올로 이주한 이후 1992년 맥길대학교 문학창작학과에서 석사 학위를 취득하며 ≪물의 기억≫을 출간했다. 잉천은 1993년 ≪중국 편지≫를 발표한 이후 퀘벡 문학계에서 주목받기 시작하면서, 1995년 ≪배은망덕≫으로 널리 알려졌다. 1995년에는 프랑스의 페미나문학상, 그리고 퀘벡ᐨ파리문학상을 수상했고, 1996년에는 여성 잡지 ≪엘(Elle)≫에서 퀘벡여성독자문학상을 수상했다. 이 작품은 영어, 스페인어, 이탈리아어, 세르비아어 등으로 번역되었고, 중국어로는 잉천 자신이 직접 번역, 출간했다. 이후 그녀는 퀘벡의 대표적인 작가로 꼽힐 정도로 대중성과 문학성을 확보했다. 그녀는 1992년 처녀작 출판 이후 지금까지 아홉 편의 소설과 한 권의 에세이집을 발표하며 왕성한 작품 활동을 하고 있다. 잉천의 소설은 중국과 퀘벡 사이에서 상이한 언어와 문화의 괴리로 인해 경험한 정체성에 대한 불안감과 상실감, 중국에서나 퀘벡에서나 주변인, 소수자라는 사회적이며 존재론적 유배의 감정을 소박하면서도 아름다운 문체로 표현한다.
잉천의 글쓰기는 여러 문화와 사고의 공존과 차이를 즐기는 작업이다. 그녀의 문학적 상상력은 자기 고유성을 고집하지 않는 비우기를 통해 채우고, 타자를 통해 자아와 만난다. 이러한 상상력은 이주의 글쓰기로 시작한 잉천의 작품이 보편적 가치를 지닌 글쓰기로 변모하도록 도와주었다고 생각한다. 잉천의 문학은 이주로 인해 경험한 상실, 분열, 혼종의 표현을 통해 국경과 경계를 벗어나 보편적 인간 존재에 대한 깊은 성찰을 담고 있다.